# Cheiroplatys castaneus
Cheiroplatys castaneus är en skalbaggsart som beskrevs av Lea 1917. Cheiroplatys castaneus ingår i släktet Cheiroplatys och familjen Dynastidae. Inga underarter finns listade i Catalogue of Life.